# 지대운
지대운(池大雲, 1958년 ~ )은 대전고등법원 법원장을 역임하고 원로법관에 지명되어 인천지방법원 부천지원 김포시법원 판사로 재직중이다.

## 생애
1958년 강원도 고성군 출신으로 고려대학교 법대를 졸업했다. 1980년 제22회 사법시험에 합격해 사법연수원 13기를 수료했다.
1986년 서울지법 북부지원 판사로 임관해 서울민사지법 판사, 춘천지법 판사, 서울지법 동부지원 판사, 서울고법 판사, 대법원 재판연구관, 춘천지법 속초지원장, 사법연수원 교수, 서울지법 부장판사, 법원행정처 건설국장, 부산고법 부장판사, 사법연수원 수석교수, 서울고법 부장판사, 서울중앙지법 파산수석부장판사, 광주지법원장, 인천지법원장을 역임했다. 인천지법원장 시절인 2014년 2월 법원장 순환보직제에 따라 서울고법 부장판사로 재판부에 2016년 2월 대전고법원장으로 보임됐다.
지대운은 "민사ㆍ형사ㆍ파산 등 여러 분야의 재판업무에서 탁월한 법률지식과 다년간 축적된 실무 경험을 바탕으로 사회적 약자나 소수자를 보호하고 개인의 존엄과 가치를 최대한 보장하기 위한 재판업무를 성실히 수행했다"고 평가받았다.
서울지방법원 민사부 재판장으로 재직하면서 간첩가족 누명을 쓴 유족이 국가를 상대로 제기한 손해배상소송 사건(수지 김 사건)에서 국가의 소멸시효 주장을 배척하고 유족에 대한 손해배상책임을 인정하는 판결을 내렸다.
법원행정처 건설국장, 사법연수원 수석교수, 서울중앙지법 파산수석부장판사, 광주지방법원장 등을 거치면서 사법행정 분야에서도 각종 현안처리와 제도개선 노력을 했다.
서울중앙지법 파산수석부장판사 재직 때는 기업회생절차에 대한 '패스트 트랙(Fast Track) 회생절차'와 '새로운 개인파산절차'를 시행해 신속하고 투명한 파산제도를 정립하는데 기여했다.
광주지방법원 재직 중에는 법원견학 행사를 상시 운영했고, 장애학생 초청 행사 등 지역사회와 다양한 소통방안을 마련했다.
인천지방법원장 재직 시에는 도서지역 주민들의 사법접근성 향상 등을 위해 백령도, 연평도 등 섬으로 찾아가 민사소액재판을 실시했다.
서울고등법원 부장 판사로 복귀한 후에는 전자문서로 돼 있는 정보와 전자문서로 쉽게 변환이 가능한 정보를 직접 방문해 정보를 열람·수령하라고 통보한 처분이 위법하다는 판결을 내렸다.
대전고등법원 법원장으로 있던 2018년 2월 2일에 있었던 법원 인사에서 원로법관으로 지명되어 2월 13일자로 인천지방법원 부천지원 김포시법원 판사에 전보되었다.

## 학력
- 경동고등학교
- 고려대학교 법학 학사

## 경력
- 제22회 사법시험 합격
- 제13기 사법연수원
- 1986년: 서울북부지방법원 판사
- 1996년: 대법원 재판연구관
- 1998년: 춘천지방법원 속초지원 지원장
- 2000년: 사법연수원 교수
- 2003년: 법원행정처 건설국장
- 2005년: 부산고등법원 부장판사
- 사법연수원 수석교수
- 2006년: 서울고등법원 부장판사
- 2010년: 서울중앙지방법원 파산수석부장판사
- 2012년: 광주지방법원 법원장
- 2013년 2월 ~ 2014년 2월: 인천지방법원 법원장
- 2013년 2월 ~ 2014년 2월: 제28대 인천광역시선거관리위원회 위원장
- 2014년 2월 ~ 2016년 2월 : 서울고등법원 부장판사
- 2016년 2월 ~ 2018년 2월 : 대전고등법원 법원장
- 2018년 2월 13일 ~ : 인천지방법원 부천지원 김포시법원 판사